# Tobin Bridges
Die Tobin Bridges sind zwei übereinander verlaufende Brücken über den North Fork Feather River in der Nähe des namensgebenden CDP Tobin im Plumas County, Kalifornien. Die obere eingleisige Eisenbahnbrücke aus dem Jahre 1909 führt die Canyon Subdivision der Union Pacific Railroad und ist Teil der Feather River Route zwischen Oakland und Salt Lake City. Die untere Straßenbrücke wurde 1936 fertiggestellt und führt zwei Fahrstreifen der California State Route 70 (SR 70), die der Eisenbahnstrecke bis zum Beckwourth Pass durch den Feather River Canyon folgt und größtenteils auf der jeweils gegenüberliegenden Canyonseite verläuft.

## Eisenbahnbrücke von 1909

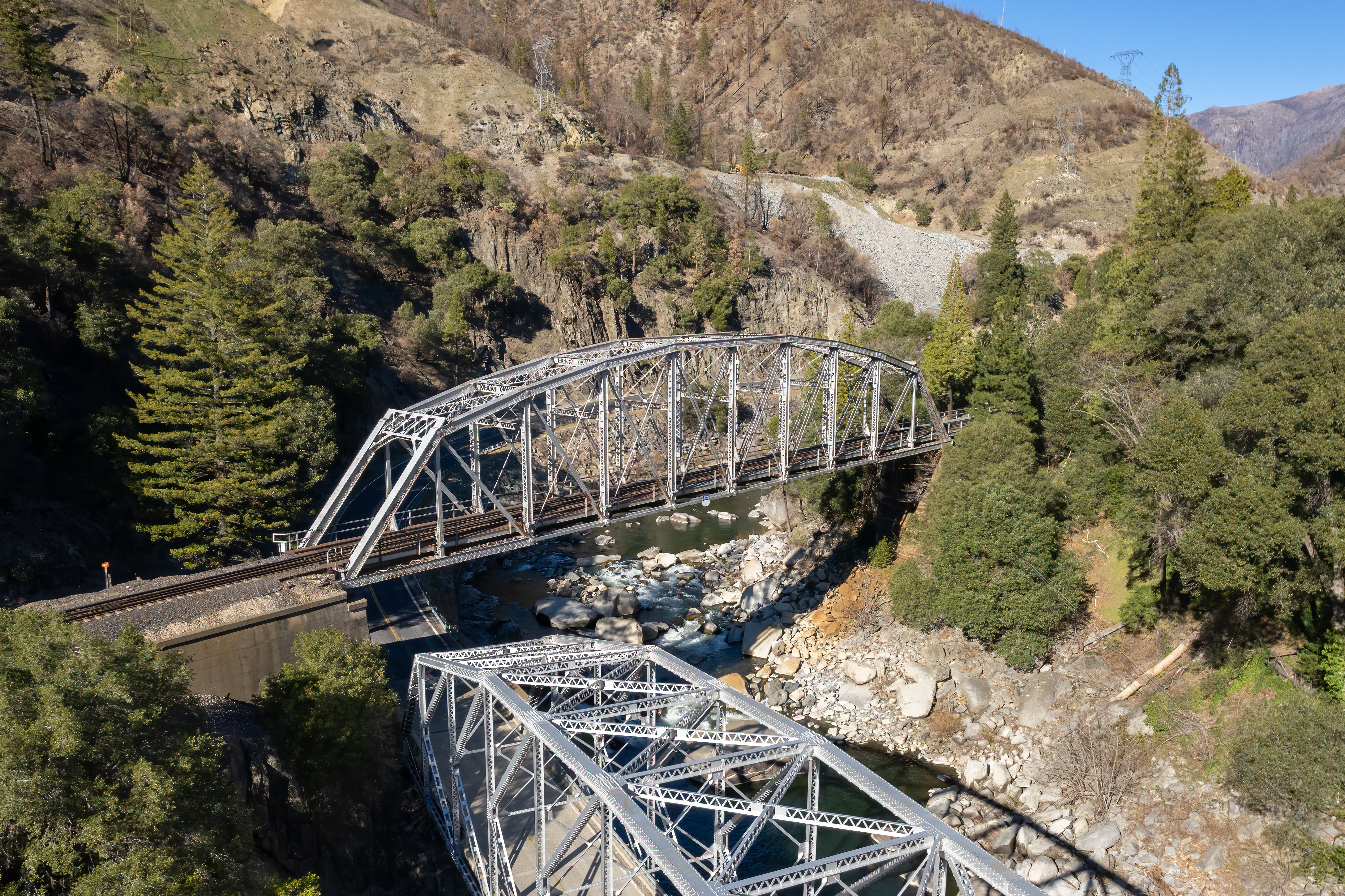
Eisenbahnbrücke von 1909 der Western Pacific, darunter die SR 70

Zwischen 1906 und 1909 baute die Western Pacific Railroad (WP) die etwa 1500 Kilometer lange Feather River Route zwischen Oakland und Salt Lake City, die in Kalifornien dem namensgebenden Feather River folgte und die Sierra Nevada über den Beckwourth Pass überquerte. Die Strecke war als Konkurrenz zur Overland Route der Southern Pacific Railroad (SP) konzipiert, die 1869 als Teil der ersten transkontinentalen Eisenbahnverbindung zwischen Kalifornien und den Siedlungsgebieten am Missouri River fertiggestellt wurde. Das Flusssystem des Feather Rivers wird durch die drei Arme North Fork, Middle Fork und West Fork gespeist, die alle in den Lake Oroville nahe der namensgebenden Stadt Oroville münden. Die Strecke der WP folgt ab hier dem North Fork Feather River und wechselt an einigen Stellen die Uferseite. So unter anderem in Pulga und Tobin, wo Ende der 1900er Jahre zwei von 13 Brücken auf der Strecke zwischen Oroville und dem Keddie Wye errichtet wurden.
Die eingleisige Brücke gliedert sich in einen 79,2 m langen Fachwerkträger auf der Westseite und einen 15,2 m langen Balkenträger auf der Ostseite. Der erste Träger ist als Ständerfachwerk mit unten liegendem Gleis und gebogenen Obergurt ausgeführt (Halbparabelträger). Für die ausschließlich auf Zug belasteten Strukturelemente wählte man Augenstäbe, die über Bolzenverbindungen montiert sind.
Im Jahr 1982 wurde die WP von der Union Pacific Railroad (UP) übernommen und die Brücke ist heute Teil der Canyon Subdivision der UP zwischen Oroville und Portola. Da die UP seit den 1970er Jahren ausschließlich Güterverkehr betreibt, verkehren nur noch selten Personenzüge über die Feather River Route, wie der gelegentlich auf seine ursprüngliche Strecke umgeleitete California Zephyr von Amtrak, der heute aber über die Overland Route verläuft.

## Straßenbrücke von 1936

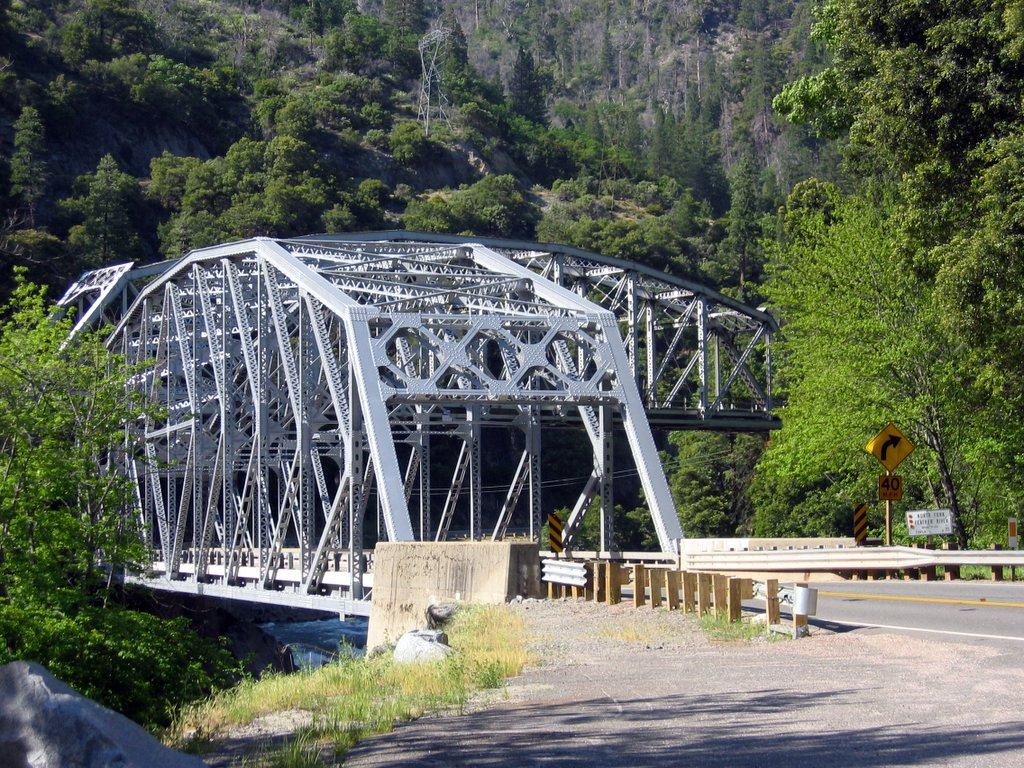
Straßenbrücke der SR 70 von 1936, ausgeführt als K-Fachwerk

Ab Ende der 1920er Jahre wurde mit dem Bau einer Straßenverbindung parallel zur Eisenbahnstrecke begonnen. Der Bau des Feather River Highway zwischen Oroville und Quincy dauerte bis 1937 und beinhaltete eine Vielzahl von Brücken sowie drei Tunnel. Der Highway kreuzte an mehreren Stellen die Eisenbahnstrecke. In Tobin erforderte die Trassierung die Überquerung des North Fork Feather River unter der hier vorhandenen Eisenbahnbrücke, wobei das nördliche Widerlager der Straßenbrücke direkt unter dem westlichen Widerlager der Eisenbahnbrücke platziert werden musste. Das California Highways and Public Works wählte eine Fachwerkbrücke mit nur einem 88,4 m langen Träger, der als K-Fachwerk ausgeführt und 1936 fertiggestellt wurde. Der Fahrbahnträger hat eine Breite von 7,3 m und bietet Platz für zwei Fahrstreifen.

Verlauf der SR 70 beginnend etwa 30 km nördlich von Sacramento bis zum Beckwourth Pass an der Ostgrenze von Kalifornien

Bis 1954 gehörte der Feather River Highway zur California Route 24 und wurde dann bis 1964 Teil des U.S. Highway 40 Alternate. Die Alternative Route zum US 40 entsprach dabei in Kalifornien und Nevada in etwa dem Verlauf der Feather River Route der Western Pacific und der US 40 der Overland Route der Southern Pacific (heutige Interstate 80). Die Bezeichnung California State Route 70 (SR 70) erhielt der Highway Mitte der 1960er Jahre im Zuge einer landesweiten Neunummerierung des Straßennetzes. Das durchschnittliche Verkehrsaufkommen über die Brücke lag 2009 bei täglich rund 1345 Fahrzeugen.